# Drosophila semiatra
Drosophila semiatra är en tvåvingeart inom släktet Drosophila.

## Taxonomi och släktskap
Drosophila semiatra beskrevs av Johannes Cornelis Hendrik de Meijere 1914. Arten ingår i släktet Drosophila och familjen daggflugor.

## Utbredning
Artens utbredningsområde är den Indonesiska ön Java.